# Ameno (canción)
«Ameno» fue el primer sencillo de Era, incluido en el álbum Era. Fue escrito por Eric Levi y Guy Protheroe. La letra está escrita en latín macarrónico. La portada mantiene similitud con su álbum de origen, así como el diseño del CD el cual solo difiere en el color.

## Videoclip
El videoclip de la canción está ambientado a la época medieval. La trama es de 3 niños que van de excursión a Montsegur. La niña ve un monumento y al tocarlo parece tener recuerdos de una vida pasada. En su visión se ve a una niña (podría ser ella misma) con un grupo de niños y un águila en el brazo. Aparentemente son vagabundos y buscan un lugar para acampar; el lugar que eligen es el mismo monumento del inicio del video. Casi simultáneamente un caballero va hacia el mismo lugar, cuando llega trata de "decapitar" el monumento con su espada, pero no lo logra. La espada cae cerca de la niña, quien sí logra romper el monumento. En su interior hay un medallón con forma de cruz. La niña del inicio del video vuelve a aparecer y lleva puesto el mismo medallón, por lo que podría suponerse que el medallón hizo una conexión entre 2 épocas distintas.

## Listado de temas
- CD maxi sencillo

1. Remix — 3:45
2. Original version — 4:18

- Vinilo, Maxi 45T

1. Club Mix — 6:08
2. Dance Radio Edit — 3:50

- QuickSilver Remix CD Maxi Sencillo 2001

1. Vídeo Mix — 3:35
2. Club Mix — 6:27
3. C.J.Stone Remix — 6:22
4. Voyage — 6:16

- Datos: Q4742420